# Jasper Stuyven
Jasper Stuyven (nascido em 17 de abril de 1992, em Lovaina) é um ciclista bélgico. Stuyven, que é especialista em ciclismo de estrada, compete para a equipe Trek Factory Racing.